# Cầu Tacoma Narrows
Cầu Tacoma Narrows là hai cây cầu dây võng bắc qua eo biển Tacoma nằm tại trung tâm thành phố Tacoma, quận Pierce, tiểu bang Washington, Hoa Kỳ. Cầu nối giữa bán đảo Olympic với đất liền tiểu bang Washington.

## Lịch sử

### Cây cầu đầu tiên (1/7/1940 - 7/11/1940)
Cây cầu Tacoma Narrows đầu tiên được khởi công vào những năm của thập niên 30và sau đó thông xe vào ngày 1 tháng 7 năm 1940. Cầu nối giữa Cảng Gig và thành phố Tacoma. Vào thời điểm đó, cầu Tacoma Narrows là cây cầu dài thứ ba trên thế giới với chiều dài là 5,959 feet. Leon Moisseiff là người đã thiết kế cho cây cầu này, khi đó, dù cây cầu vượt quá tiêu chuẩn về chiều dài, chiều rộng và chiều cao nhưng các kỹ sư khác vẫn cho rằng là an toàn. Tuy vậy đến ngày 7 tháng 11 năm 1940, một vụ sập cầu đã xảy ra do gió lớn, phần nhịp chính (840 m) của cây cầu đã bị hư hỏng rất nặng thậm chí bị đứt gãy hẳn ở nhiều chỗ. Điều này xảy ra do thiết kế của cây cầu, nó rất dễ bị rung lắc do ảnh hưởng của gió gây ra và từ đó dần dần khiến cầu bị sập. Từ thảm họa sập cầu này đã thúc đẩy việc nghiên cứu khí động lực học và có nhiều bước tiến mới.

### Cây cầu thứ hai (14/10/1950 - nay)
Sau hơn hai năm xây dựng, cây cầu Tacoma Narrows thứ hai được khánh thành vào ngày 14 tháng 10 năm 1950. Đây là cây cầu dây võng dài thứ 5 ở Hoa Kỳ, nó dài hơn cây cầu cũ khoảng 40 feet với chiều dài là 5,979 feet. Cầu nằm trên tuyến Quốc lộ 16 (Hoa Kỳ) nối giữa thành phố Tacoma và Cảng Gig. Dù cây cầu được thiết kế cho lưu lượng 60.000 xe mỗi ngày nhưng cây cầu ước tính mỗi ngày lại phải tiếp nhận đến khoảng 90.000 xe mỗi ngày.

### Cây cầu song song (16/7/2007 - nay)
Một cây cầu song song với cây cầu Tacoma Narrows thứ hai đã được khởi công xây dựng vào ngày 20 tháng 1 năm 2003. Sau khoảng 4 năm rưỡi thi công, cây cầu mới đã hoàn thành và được thông xe vào ngày 16 tháng 7 năm 2007.